# When a Man's Married (film 1912)
When a Man's Married è un cortometraggio muto del 1912. Il nome del regista non viene riportato nei credit del film, una commedia romantica prodotta dalla Essanay Film Manufacturing Company di Chicago e interpretata da John Steppling, Eleanor Blanchard e Harry Cashman.

## Produzione
Il film fu prodotto dalla Essanay Film Manufacturing Company.

## Distribuzione
Distribuito dalla General Film Company, il film - un cortometraggio a una bobina - uscì nelle sale cinematografiche statunitensi il 29 marzo 1912.